# Curriea dodecanesi
Curriea dodecanesi är en stekelart som först beskrevs av Ferriere 1929.  Curriea dodecanesi ingår i släktet Curriea och familjen bracksteklar. Inga underarter finns listade i Catalogue of Life.